# Адамова голова

Адамова голова, комбінація кісток та черепа, використовується як символічне позначення отрути, загрози чи смерті

Адамова голова (голова Адама, мертва голова (нім. Totenkopf), череп з кістками) — символічне зображення людського черепа з двома перехрещеними навхрест кістками. Зазвичай служить для символізації смерті або безстрашності перед нею (переважно на означення жорстокості та смертоносності військового підрозділу), іноді, у окремих державах Західного світу, швидкоплинності людського життя та матеріального світу у порівнянні з духовними цінностями. Також є символом піратства (Веселий Роджер), небезпеки, токсичності.

## Походження символу
Символ черепа з кістками має давнє походження, зокрема присутній на середньовічних зображеннях «Танку смерті». Принаймні з XII століття використовувався на воєнних прапорах і знаках розрізнення як попередження про жорстокість підрозділу, що його демонстрував. Надалі був сильно пов'язаний з піратством. В сучасному вигляді сформувався у гусарських підрозділах війська Пруссії.

### У військовій справі
Вперше, за часів Фрідріха II, був екіпірований 5-м гусарським полком під час війни за австрійську спадщину. Згідно легенди символ походить з мотивів орнаменту савана отриманого під час пограбування одного з монастирів Сілезії. Окрім цього, існують додаткові пояснення. Зокрема, символ пов'язується з військовим одягом пандурів та гайдамаків. Головною була те, що фрідериціанські гусари мали робити високий і непохитний враження, тому символ черепа став знаком військового авангардизму. Опісля реорганізації 1808-го року Totenkopf був відзнакою 1-го та 2-го Лейб-гусарських полків. Надалі, під час Війни п'ятої коаліції, символ також набув поширення у 17-му гусарському полку Брауншвейгу. У XX столітті, за часів Третього Рейху, використання символу поновив Юліус Шрек. Зокрема його викоистовували підрозділи «Мертва голова».

#### В Україні
За часів Української революції прапор та емблеми з черепом використовували махновці та Чорні запорожці командуючий яких, Петро Дяченко, під час Першої світової війни очолював «батальйон смерті». В емблемах подібних підрозділів РІА замість кісток зображалися мечі. У 2000-х прапор на кшталт підрозділу Дяченка отримала 72-га ОМБр.

### В інших підрозділах
- Королівські улани Британської армії носять Totenkopf успадкований від часів 17-го уланського, що почав його застосовувати опісля загибелі Джеймса Вольфа;
- Гусари Totenkopf під керівництвом Франсуа Келлермана під час Французької революції;
- Піхотний батальйон Купер'янова під час Війни за незалежність Естонії та нині.
- Корніловський ударний полк[ru].